# Kleine menievogel
De kleine menievogel (Pericrocotus cinnamomeus) is een kleine oscine zangvogel. Deze menievogel komt voor in de tropische regio's Zuid-Azië en Zuidoost-Azië.

## Kenmerken
De kleine menievogel is 16 cm lang met een forse, donkere snavel en lange vleugels. Het mannetje verschilt van de meeste andere veelvoorkomende menievogels door zijn grijze, in plaats van glanzend zwarte, bovendelen en kop. De buik is oranje en verbleekt naar geel steeds verder naar onderen. De staartranden en stuit zijn oranje er is een oranje vlek op de vleugel.
Het vrouwtje is grijs boven, met gele kop en onderzijde en gele staartranden en stuit en een gele vlek op de vleugel. Er worden verschillende rassen onderscheiden binnen het verspreidingsgebied.

## Leefwijze
Deze menievogel leeft van insecten die soms ook in vlucht gevangen worden. Hij broedt in doornig struikgewas en ondergroei.

## Verspreiding en leefgebied
De kleine menievogel is een algemene standvogel die voorkomt van Pakistan tot Vietnam en ook op de Indonesische eilanden Java en Bali. De leefgebieden zijn half open bosgebieden tot op een hoogte van 1500 m boven de zeespiegel en mangrovebossen.
De soort telt acht ondersoorten:
- P. c. pallidus: Pakistan en noordwestelijk India.
- P. c. peregrinus: de noordwestelijke Himalaya en noordelijk India.
- P. c. malabaricus: westelijk India.
- P. c. cinnamomeus: centraal en zuidelijk India en Sri Lanka.
- P. c. vividus: de centrale Himalaya en oostelijk India via centraal Myanmar tot centraal Thailand en de Andamanen.
- P. c. thai: noordoostelijk Myanmar, noordelijk Thailand en Laos.
- P. c. sacerdos: Cambodja en zuidelijk Vietnam.
- P. c. saturatus: Java en Bali.

## Status
De kleine menievogel heeft een groot verspreidingsgebied. De grootte van de populatie is niet gekwantificeerd, maar er is geen aanleiding te veronderstellen dat de soort bedreigd wordt in zijn voortbestaan, daarom staat de kleine menievogel als niet bedreigd op de Rode Lijst van de IUCN.

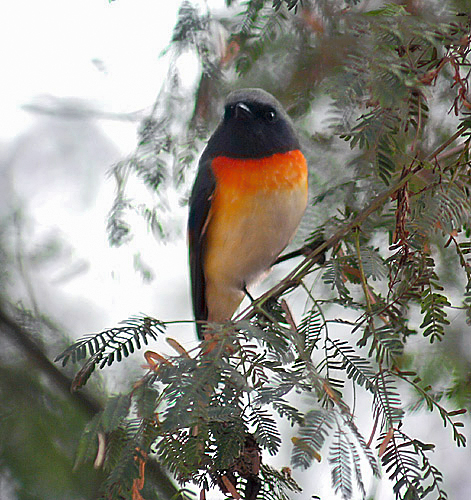
P. c. pallidus - Mannetje (Bharatpur, Rajasthan, India)
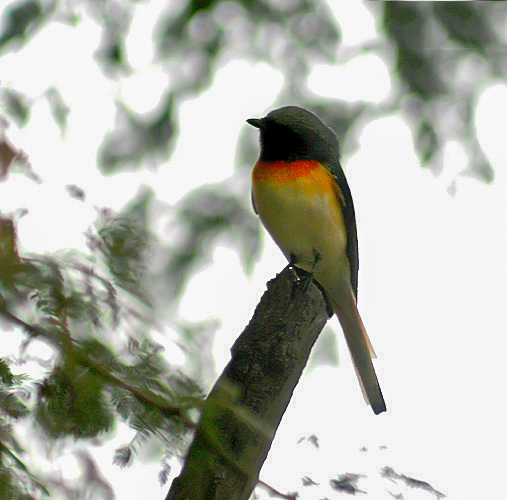
P. c. pallidus - Mannetje (Bharatpur, Rajasthan, India)
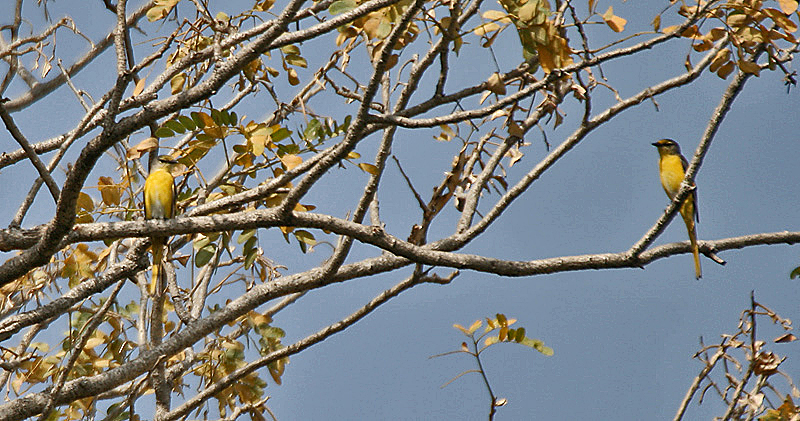
P. c. pallidus - Vrouwtje (Keoladeo National Park, Bharatpur, Rajasthan, India)
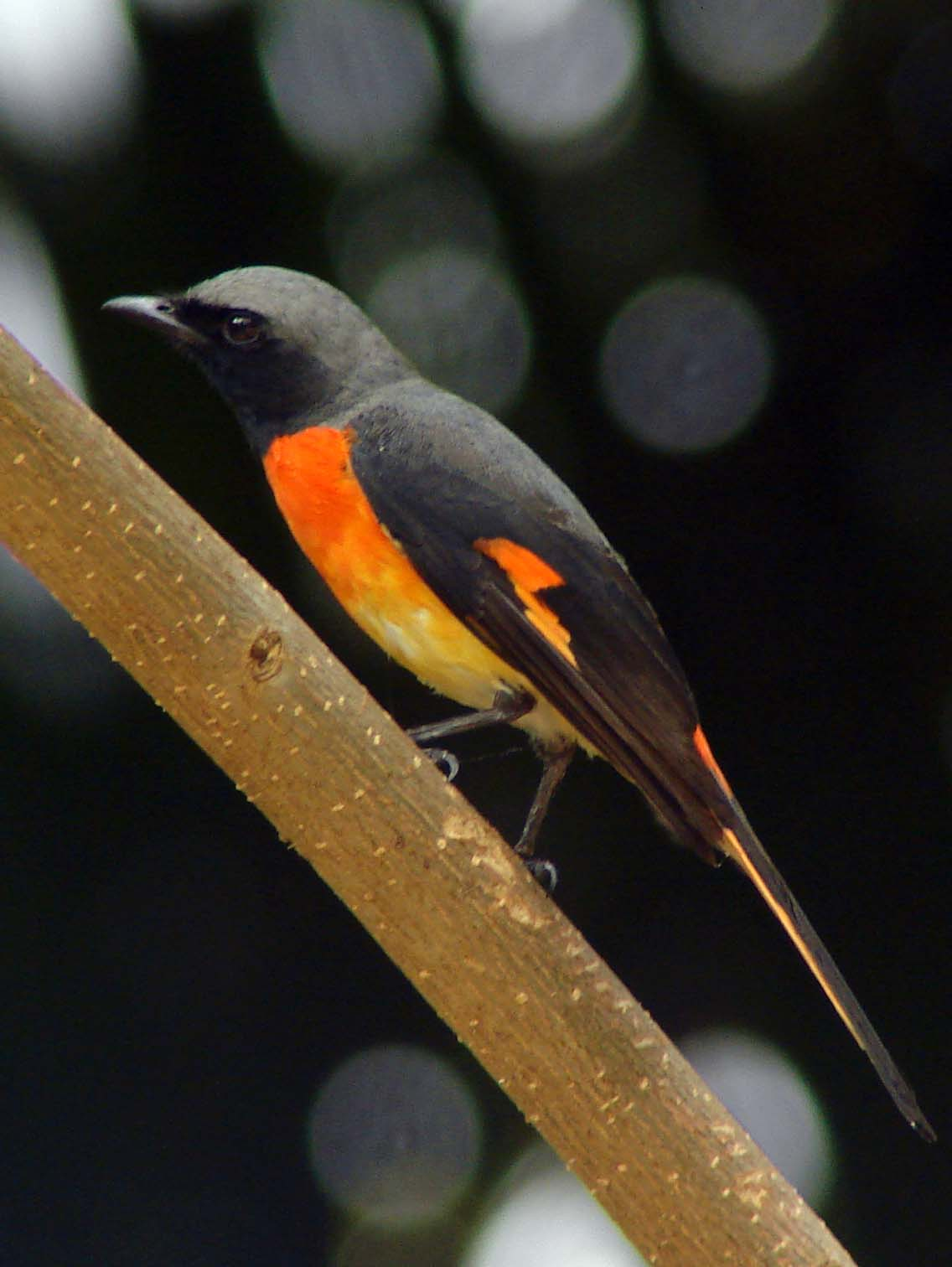
Mannetje van het zuidelijke ras (Sri Lanka)
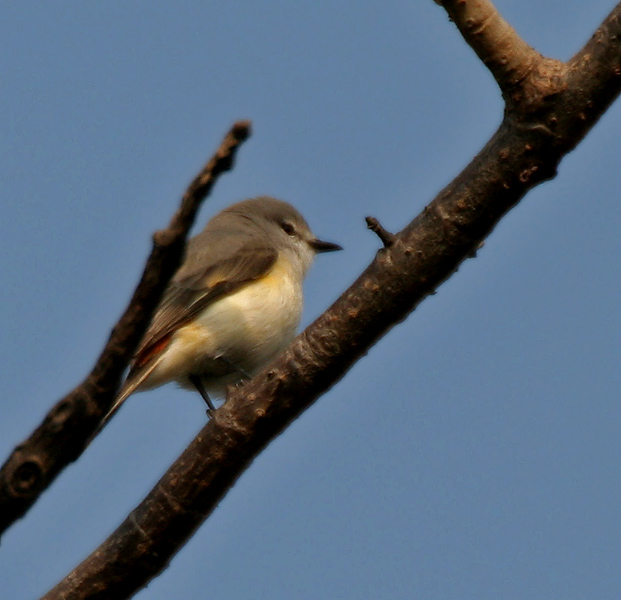
P. c. malabaricus  - Vrouwtje (Hyderabad, India)
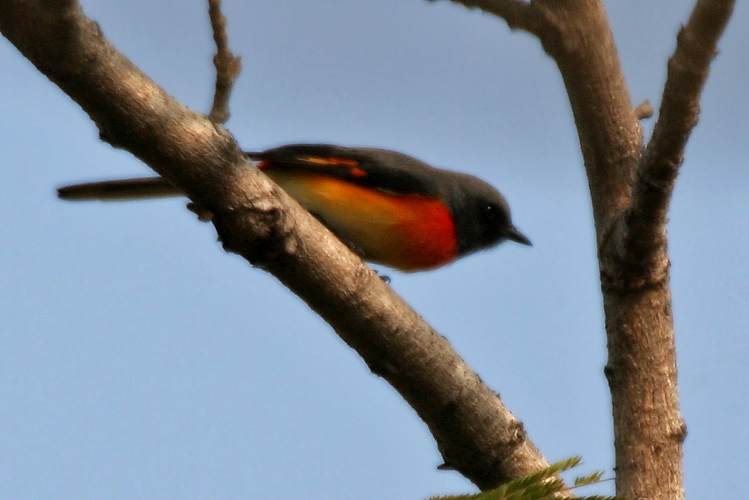
P. c. malabaricus  - Mannetje (Hyderabad, India)
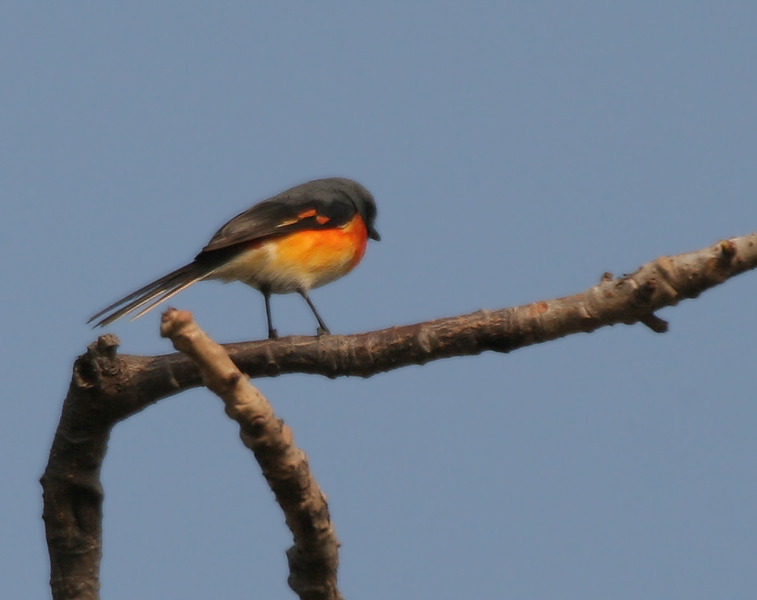
P. c. malabaricus  - Mannetje (Hyderabad, India)
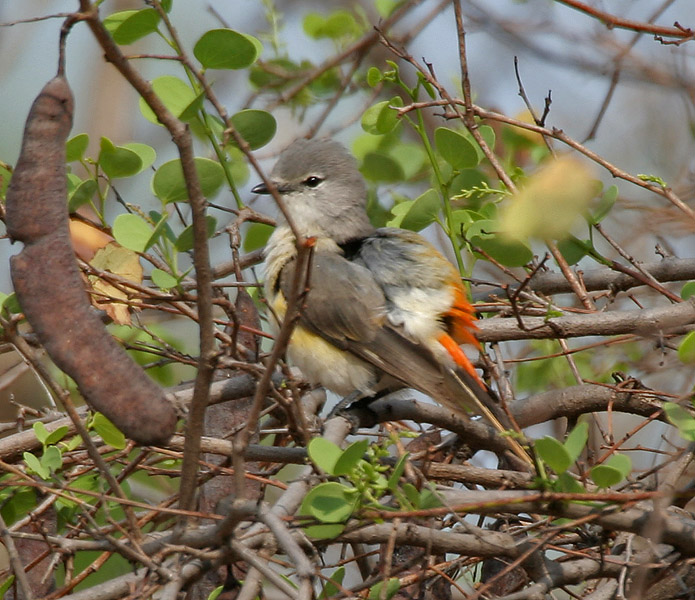
P. c. malabaricus - Vrouwtje (Shamirpet, Telangana, India)